# Giuseppe Dezza

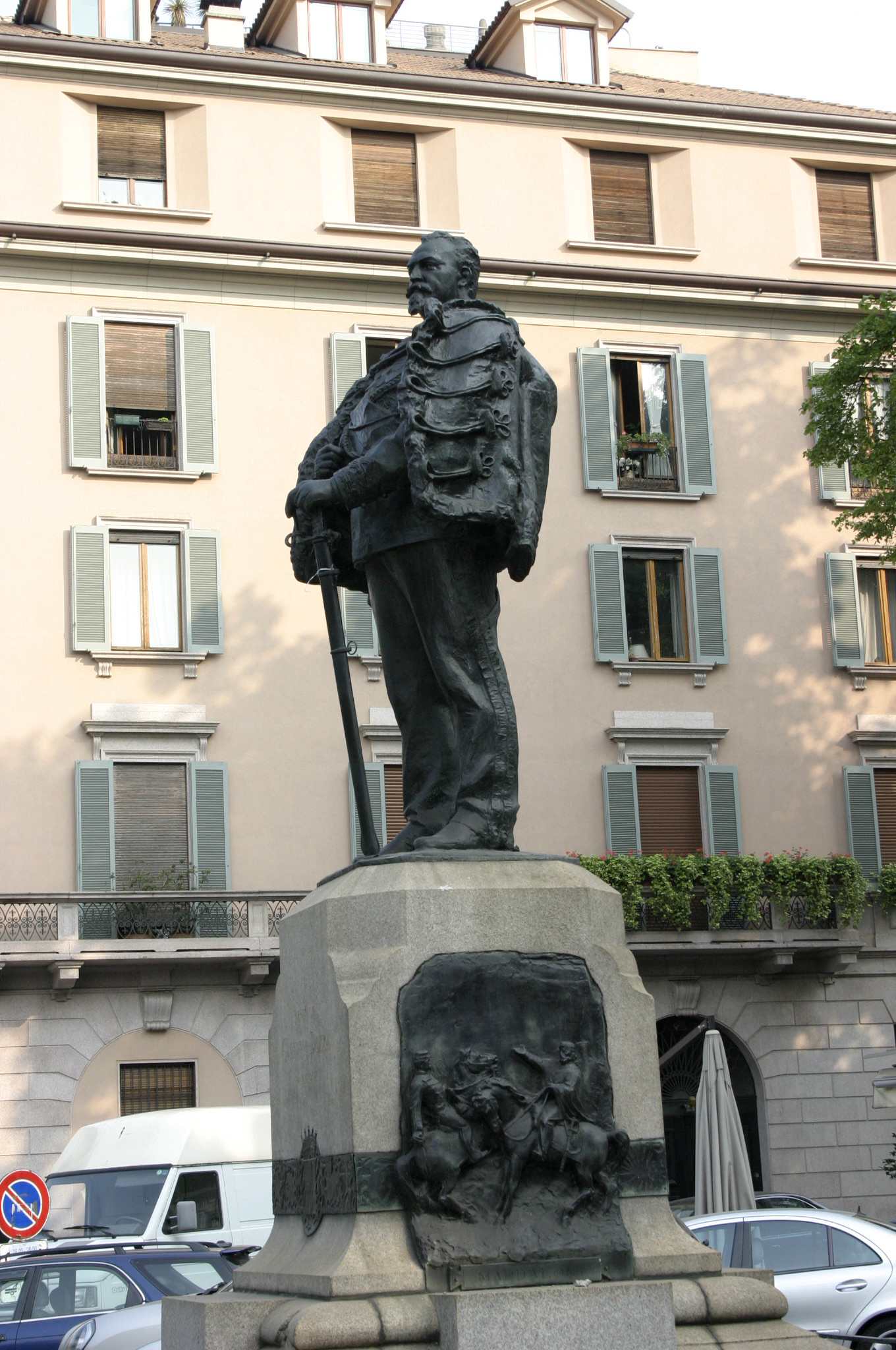
Statue von Giuseppe Dezza in Mailand

Giuseppe Dezza (* 23. Februar 1830 in Melegnano; † 15. Mai 1898 in Mailand) war ein italienischer Ingenieur, Architekt, Schriftsteller, Freiheitskämpfer, Offizier und Politiker.

## Leben
Dezza studierte an der Universität Pavia Bauingenieurwesen und Architektur. Während seines Studiums nahm er 1848 als Freiwilliger in einem lombardischen Studentenverband am ersten italienischen Unabhängigkeitskrieg teil. 1859 kämpfte er unter Giuseppe Garibaldi u. a. in der Schlacht von San Fermo, wo er verwundet wurde. Für seinen Einsatz in San Fermo erhielt er eine hohe Auszeichnung und wurde zum Offizier in Garibaldis Alpenjägern befördert. Kurz danach erhielt er auch eine französische Auszeichnung. Im Dezember 1859 trat er vorübergehend als Offizier in die toskanische Armee ein. 1860 nahm er unter Garibaldi am Zug der Tausend teil. Als Kompaniechef trug er in der Schlacht von Calatafimi entscheidend zum Sieg bei. In der kurze Zeit danach geschlagenen Schlacht am Volturno war er bereits Divisionskommandeur. Im August 1861 übernahm ihn das neue italienische Heer als hochdekorierten Oberst in die Infanterie. 1866 nahm er als Brigadekommandeur mit Auszeichnung an der unglücklich verlaufenen Schlacht bei Custozza teil. Im September 1872 ernannte ihn König Viktor Emanuel II. zu seinem Feldadjutanten. Ab 1886 befehligte Dezza als Generalleutnant verschiedene Armeekorps. 1895 schied er aus dem aktiven Dienst aus.
Giuseppe Dezza war Abgeordneter eines norditalienischen Wahlkreises in der Camera dei deputati und seit dem 27. Januar 1889 Senator auf Lebenszeit.